# 서연정 (수영 선수)
서연정(1988년 12월 10일 ~ )은 인천체육고등학교에 재학 중인 여자 수영 선수이다. 2005년 10월 17일 제86회 전국체육대회 수영 여고부 자유형 800m 결승에서 8분 48초 64로 종전 기록(정원경)을 11년 만에 1초 87 앞당긴 한국 신기록을 세우며 우승했다. 2010년 11월 15일 2010년 아시안 게임 자유형 400m에서 4분 14초 50으로 한국신기록을 세우며 동메달을 획득했다.

## 주요 대회 성적
| 날짜             | 종목             | 대회                              | 장소   | 순위 | 기록    | 기타                             |
| ---------------- | ---------------- | --------------------------------- | ------ | ---- | ------- | -------------------------------- |
| 2005년 10월 17일 | 자유형 800m      | 제86회 전국체육대회 (여고부 결선) | 울산   | 1위  | 8:48.64 | 한국신기록 (종전,정원경 8:50.51) |
| 2005년 10월 19일 | 자유형 400m      | 제86회 전국체육대회 (여고부 결선) | 울산   | 1위  | 4:16.13 | 대회신기록                       |
| 2006년 10월 18일 | 자유형 400m      | 제87회 전국체육대회 (여고부 결선) | 김천   | 2위  | 4:21.44 |                                  |
| 2006년 10월 19일 | 개인혼영 200m    | 제87회 전국체육대회 (여고부 결선) | 김천   | 1위  | 2:18.78 |                                  |
| 2007년 10월 12일 | 자유형 400m      | 제88회 전국체육대회               | 광주   | 1위  | 4:22.76 |                                  |
| 2007년 10월 13일 | 자유형 800m      | 제88회 전국체육대회               | 광주   | 2위  | 9:12.43 |                                  |
| 2008년 10월 11일 | 자유형 400m 결선 | 제89회 전국체육대회               | 목포   | 1위  | 4:20.41 |                                  |
| 2008년 10월 14일 | 자유형 800m      | 제89회 전국체육대회               | 목포   | 1위  | 8:58.23 |                                  |
| 2009년 10월 21일 | 자유형 400m      | 제90회 전국체육대회               | 대전   | 1위  | 4:16.36 |                                  |
| 2009년 10월 23일 | 계영 400m        | 제90회 전국체육대회               | 대전   | 3위  | 3:50.64 | 인천 대표                        |
| 2009년 10월 24일 | 자유형 800m      | 제90회 전국체육대회               | 대전   | 1위  | 8:52.05 |                                  |
| 2010년 10월 7일  | 자유형 400m      | 제91회 전국체육대회               | 창원   | 1위  | 4:19.41 |                                  |
| 2010년 10월 10일 | 자유형 800m      | 제91회 전국체육대회               | 창원   | 1위  | 8:56.07 |                                  |
| 2010년 10월 10일 | 계영 800m        | 제91회 전국체육대회               | 창원   | 2위  | 8:23.52 | 인천 대표                        |
| 2010년 11월 15일 | 자유형 400m      | 2010년 아시안 게임                | 광저우 | 3위  | 4:14.50 | 한국신기록 (종전,지예원 4:14.91) |

## 학력
- 인천관교초등학교
- 구월여자중학교
- 인천체육고등학교